# Urban von Langres

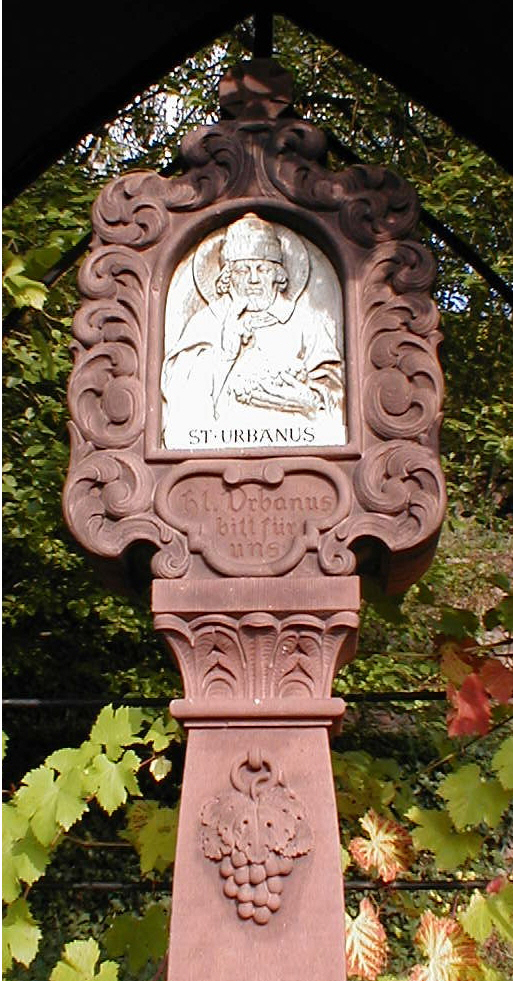
Der heilige Urban von Langres als Schutzpatron der Winzer, Bildstock bei Klingenberg am Main

Der heilige Urban von Langres (* in Unter-Colmier; † (vermutlich) 23. Januar 375) war im 4. Jahrhundert Bischof von Langres und Autun.

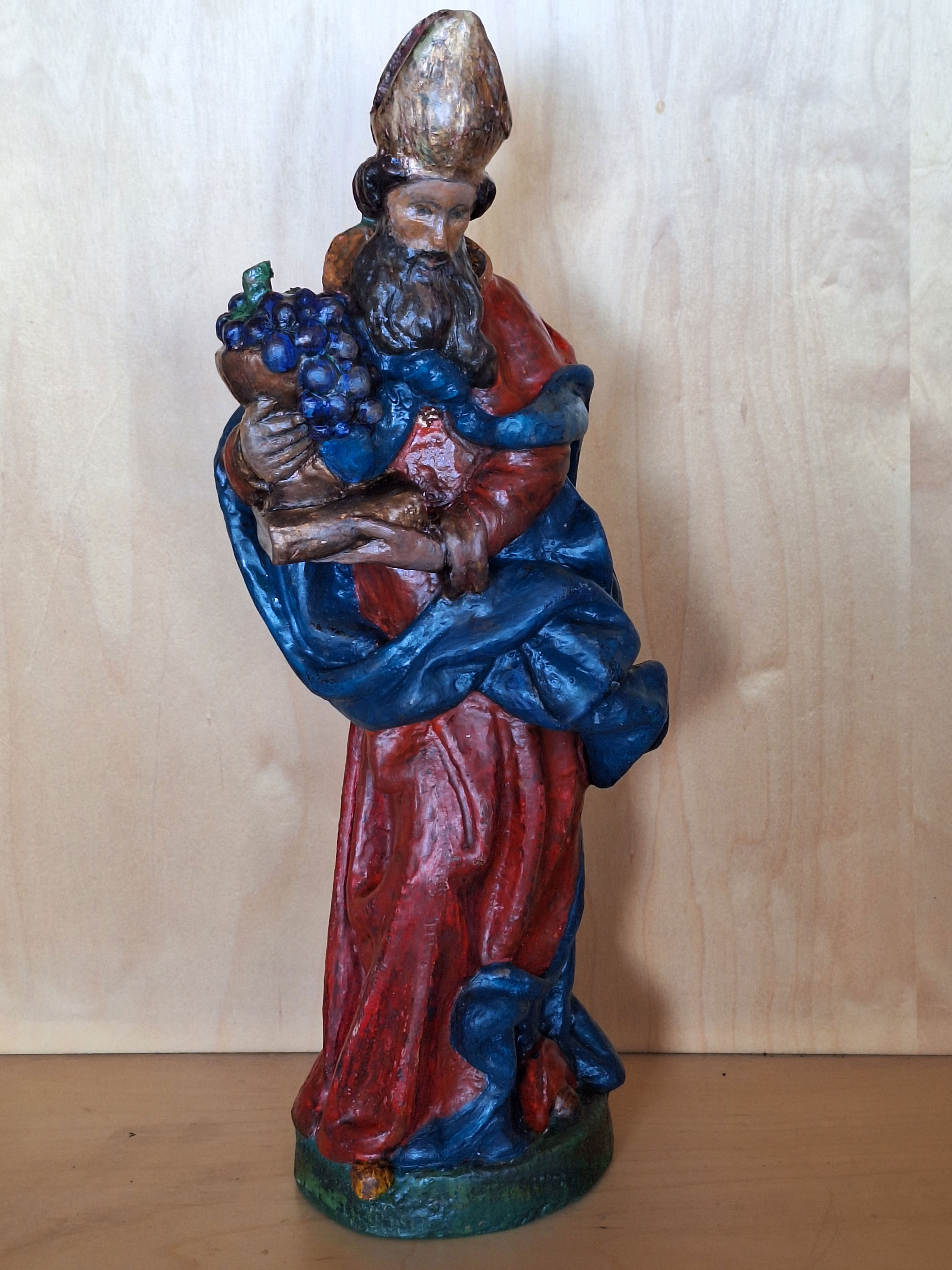
Holzstatue des Heiligen Urban von Langres, 18. Jahrhundert

Der Legende nach verbarg er sich vor seinen Verfolgern hinter einem Weinstock. In der christlichen Ikonographie wird er deshalb oft mit einer Traube von Weinbeeren oder einem ganzen Weinstock in der Hand abgebildet. Aus dem gleichen Grund gilt er auch als Schutzpatron der Winzer, obwohl diese Funktion oft fälschlicherweise auf den Heiligen und Papst Urban I. übertragen wird, dessen Gedenktag ist am 25. Mai, der Urbanstag.
Urban von Langres gilt auch als Schutzpatron der Städte Langres und Dijon.
Sein Gedenktag wird unterschiedlich gefeiert: ursprünglich am vermuteten Todestag, dem 23. Januar, später in Langres am 2. April, offiziell am 3. April. In vielen Weinbaugebieten wird an diesem Gedenktag eine Bittprozession abgehalten.